# Seven de Mar del Plata 2000
El Seven de Mar del Plata de 2000 fue la cuarta edición del torneo argentino de rugby 7, fue el cuarto torneo de la primera temporada de la Serie Mundial Masculina de Rugby 7.
Se disputó en la instalaciones del Estadio José María Minella.

## Fase de grupos

### Grupo A
| Equipo   | Encuentros | Encuentros | Encuentros | Encuentros | Tantos  | Tantos    | Tantos     | Puntos |
| Equipo   | jugados    | ganados    | empatados  | perdidos   | a favor | en contra | diferencia | Puntos |
| -------- | ---------- | ---------- | ---------- | ---------- | ------- | --------- | ---------- | ------ |
| Fiyi     | 3          | 3          | 0          | 0          | 157     | 26        | +131       | 9      |
| Canadá   | 3          | 2          | 0          | 1          | 80      | 64        | +16        | 7      |
| Alemania | 3          | 1          | 0          | 2          | 19      | 96        | −77        | 5      |
| Uruguay  | 3          | 0          | 0          | 3          | 24      | 94        | −70        | 3      |

Nota: Se otorgan 3 puntos al equipo que gane un partido, 2 al que empate y 1 al que pierda

### Grupo B
| Equipo         | Encuentros | Encuentros | Encuentros | Encuentros | Tantos  | Tantos    | Tantos     | Puntos |
| Equipo         | jugados    | ganados    | empatados  | perdidos   | a favor | en contra | diferencia | Puntos |
| -------------- | ---------- | ---------- | ---------- | ---------- | ------- | --------- | ---------- | ------ |
| Nueva Zelanda  | 3          | 3          | 0          | 0          | 114     | 7         | +107       | 9      |
| Francia        | 3          | 2          | 0          | 1          | 98      | 21        | +77        | 7      |
| Estados Unidos | 3          | 1          | 0          | 2          | 17      | 83        | −66        | 5      |
| Perú           | 3          | 0          | 0          | 3          | 10      | 128       | −118       | 3      |

### Grupo C
| Equipo    | Encuentros | Encuentros | Encuentros | Encuentros | Tantos  | Tantos    | Tantos     | Puntos |
| Equipo    | jugados    | ganados    | empatados  | perdidos   | a favor | en contra | diferencia | Puntos |
| --------- | ---------- | ---------- | ---------- | ---------- | ------- | --------- | ---------- | ------ |
| Sudáfrica | 3          | 3          | 0          | 0          | 106     | 24        | +82        | 9      |
| Argentina | 3          | 2          | 0          | 1          | 101     | 21        | +80        | 7      |
| España    | 3          | 1          | 0          | 2          | 36      | 90        | −54        | 5      |
| Brasil    | 3          | 0          | 0          | 3          | 12      | 120       | −108       | 3      |

### Grupo D
| Equipo    | Encuentros | Encuentros | Encuentros | Encuentros | Tantos  | Tantos    | Tantos     | Puntos |
| Equipo    | jugados    | ganados    | empatados  | perdidos   | a favor | en contra | diferencia | Puntos |
| --------- | ---------- | ---------- | ---------- | ---------- | ------- | --------- | ---------- | ------ |
| Samoa     | 3          | 2          | 1          | 0          | 98      | 28        | +70        | 8      |
| Australia | 3          | 2          | 1          | 0          | 83      | 14        | +69        | 8      |
| Chile     | 3          | 1          | 0          | 2          | 45      | 94        | −49        | 5      |
| Paraguay  | 3          | 0          | 0          | 3          | 26      | 116       | −90        | 3      |

## Fase Final

### Cuartos de final
| 13 de enero | Fiyi | 47 - 7 | Francia |  |  |

| 13 de enero | Samoa | 10 - 5 | Argentina |  |  |

| 13 de enero | Australia | 22 - 5 | Sudáfrica |  |  |

| 13 de enero | Nueva Zelanda | 43 - 7 | Canadá |  |  |

### Semifinal
| 13 de enero | Fiyi | 28 - 12 | Samoa |  |  |

| 13 de enero | Australia | 5 - 26 | Nueva Zelanda |  |  |

### Final
| 13 de enero | Nueva Zelanda | 14 - 26 | Fiyi |  |  |

| Bandera de Fiyi        |
| Campeón Fiyi           |
| 2º título del circuito |